# 조너선 러팔리아

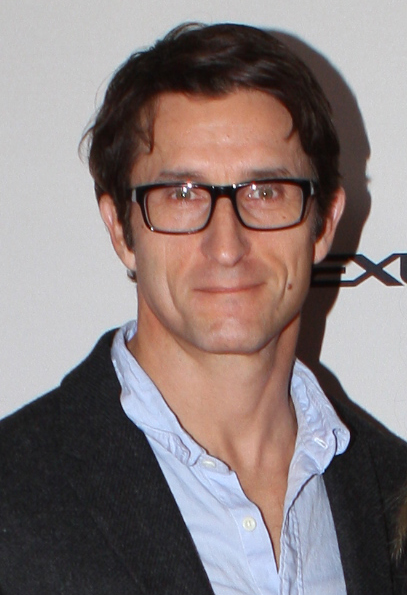

조너선 러팔리아(영어: Jonathan LaPaglia, 1969년 8월 31일 ~ )는 오스트레일리아의 배우, 모델이다.
애들레이드에서 태어났다.

## 출연 작품

### 영화
- Inferno (1998)
- 그리폰 (2007, Gryphon)
- Jack Rio (2008) - 데번 러셀 역
- A Beautiful Life (2008)
- Final Sale (2011)
- 암살 리스트 (2011, The Hit List) - 형사 닐 매케이 역
- 파이오니아 (2013)
- 심판자 (2014) - 로비 그린 역
- 포드 V 페라리 (2019) - 에디 역

### 텔레비전
- 로앤오더 (1998)
- 세븐 데이스 (1998-2001)
- D.C. 특수수사대 (2001-04)
- 윈드폴 (2006)
- 뉴욕 특수수사대 (2006)
- 소프라노스 (2007)
- NCIS (2008) - 브렌트 랭거 역
- 문라이트 (2008)
- 본즈 (2008)
- 콜드 케이스 (2008-10)
- 캐슬 (2009)
- 번 노티스 (2010)
- 그리고 파티는 끝났다 (2011)
- 멘탈리스트 (2014)
- 러브 차일드 (2014-16)
- S.W.A.T. (2018)